# José Manuel Pita Andrade
José Manuel Pita Andrade (ur. 1 listopada 1922 w La Coruña, zm. 7 września 2009 w Grenadzie) – hiszpański historyk sztuki pochodzący z Galicji. 
Był dyrektorem Muzeum Prado w latach 1978–1981, pierwszym wybranym w okresie transformacji ustrojowej w Hiszpanii. 

## Publikacje
- Dominico Greco y sus obras a lo largo de los siglos XVII y XVIII, Madryt, 1984.
- El Greco, Mediolan, Mondadori, 1986. We współpracy z José Alvarezem Lopera.
- Goya. Vida, obra y sueños, Madryt, Sílex, 1989.
- Goya y sus primeras visiones de la historia, Madryt, 1989
- La construcción de la catedral de Orense, Uniwersytet Complutense, 1954.
- Luces y sombras en la pintura granadina del siglo de oro, Grenada, 2000.